# Negombo kellyae
Negombo kellyae är en svampdjursart som beskrevs av Hooper 2002. Negombo kellyae ingår i släktet Negombo och familjen Heteroxyidae.
Artens utbredningsområde är havet utanför Tanzania. Inga underarter finns listade i Catalogue of Life.